# Shawn James
Shawn Fitzalbert James (10 settembre 1983) è un ex cestista guyanese con cittadinanza statunitense che giocava principalmente nella posizione di centro.
È fratello di Delroy James, anch'egli cestista.

## Carriera
Da professionista ha esordito nel Bnei HaSharon, nella massima serie israeliana. Dal 2011 al 2014 ha militato nel Maccabi Tel Aviv. Ha saltato la seconda parte della stagione 2013/2014 per un infortunio alla schiena; dal 2014 al 2015 è stato giocatore dell'Olimpia Milano.

## Statistiche

### College
| Anno      | Squadra            | PG | PT | MP   | TC%  | 3P%  | TL%  | RP  | AP  | PRP | SP  | PP   |
| --------- | ------------------ | -- | -- | ---- | ---- | ---- | ---- | --- | --- | --- | --- | ---- |
| 2004-2005 | Northeast. Huskies | 25 | 16 | 24,8 | 63,3 | 33,3 | 71,2 | 7,6 | 0,7 | 1,0 | 5,4 | 10,3 |
| 2005-2006 | Northeast. Huskies | 30 | 29 | 27,7 | 52,8 | 45,3 | 77,0 | 7,9 | 1,5 | 0,8 | 6,5 | 12,4 |
| 2007-2008 | Duquesne Dukes     | 28 | 15 | 23,8 | 54,8 | 33,3 | 75,0 | 6,9 | 1,1 | 0,4 | 4,0 | 12,6 |
| Carriera  | Carriera           | 83 | 60 | 25,5 | 56,0 | 38,9 | 74,6 | 7,5 | 1,1 | 0,7 | 5,3 | 11,8 |

### Eurolega
| Anno       | Squadra          | PG | PT | MP   | TC%  | 3P%  | TL%  | RP  | AP  | PRP | SP  | PP   |
| ---------- | ---------------- | -- | -- | ---- | ---- | ---- | ---- | --- | --- | --- | --- | ---- |
| 2011-2012  | Maccabi Tel Aviv | 14 | 1  | 8,4  | 44,8 | -    | 66,7 | 2,4 | 0,2 | 0,3 | 0,9 | 2,6  |
| 2012-2013  | Maccabi Tel Aviv | 27 | 22 | 24,2 | 62,8 | 0,0  | 74,0 | 6,5 | 1,0 | 0,9 | 1,9 | 11,5 |
| 2013-2014† | Maccabi Tel Aviv | 10 | 5  | 17,5 | 68,3 | 100  | 61,1 | 3,3 | 1,3 | 0,7 | 1,5 | 9,8  |
| 2014-2015  | Olimpia Milano   | 18 | 2  | 12,8 | 53,2 | 0,0  | 44,0 | 3,2 | 0,4 | 0,4 | 0,9 | 3,4  |
| 2015-2016  | Olympiakos       | 5  | 0  | 6,4  | 46,7 | 0,0  | 100  | 1,6 | 0,0 | 0,0 | 0,0 | 3,4  |
| Carriera   | Carriera         | 74 | 30 | 16,3 | 60,3 | 12,5 | 66,4 | 4,1 | 0,7 | 0,6 | 1,3 | 7,1  |

## Palmarès

### Squadra
- Campionato israeliano: 2

Maccabi Tel Aviv: 2011-2012, 2013-2014
- Coppa di Israele: 3

Maccabi Tel Aviv: 2011-2012, 2012-2013, 2013-2014
- Coppa di Lega israeliana: 3

Maccabi Tel Aviv: 2011, 2012, 2013
- Lega Adriatica: 1

Maccabi Tel Aviv: 2011-2012
- Eurolega: 1

Maccabi Tel Aviv: 2013-2014

### Individuale
- All-Euroleague Second Team: 1

Maccabi Tel Aviv: 2012-13